# Condado de El Paso (Texas)
O Condado de El Paso (em inglês:  El Paso County) é um dos 254 condados do estado norte-americano do Texas. A sede do condado é El Paso, que é também a sua maior cidade. Foi fundado em 1848 e o seu nome provém do facto de ser fronteira a Ciudad Juárez, no México, antigamente chamada "El Paso del Norte", pois servia de passagem para as localidades no Novo México.
O condado possui uma área de 2 629 km², dos quais 6 km² estão cobertos por água, uma população de 800 647 habitantes, e uma densidade populacional de 305,3 hab/km² (segundo o censo nacional de 2010).

## Localidades do Condado
- Agua Dulce
- Alamo Alto
- Anthony
- Butterfield
- Canutillo
- Clint
- El Paso
- Fabens
- Fort Bliss
- Homestead Meadows North
- Homestead Meadows South
- Horizon City
- Morning Glory
- Prado Verde
- San Elizario
- Socorro
- Sparks
- Tornillo
- Vinton
- Westway